# Glodianus delectus
Glodianus delectus är en stekelart som först beskrevs av Cresson 1874.  Glodianus delectus ingår i släktet Glodianus och familjen brokparasitsteklar. Inga underarter finns listade i Catalogue of Life.